# Droga wojewódzka 700
Die Droga wojewódzka 700 (DW 700) ist eine fünf Kilometer lange Droga wojewódzka (Woiwodschaftsstraße) in der polnischen Woiwodschaft Masowien, die Niemianowice und Siczki verbindet. Die Strecke liegt im Powiat Warszawski Zachodni.

## Streckenverlauf
Woiwodschaft Masowien, Powiat Warszawski Zachodni
-  Święcice (DK 92, DW 888)
- Płochocin
- Józefów
-  Rokitno (DW 720)